# Шарифов, Хиджран Ибрагим оглы
Хиджран Ибрагим оглы Шарифов (азерб. Hicran İbrahim oğlu Şərifov) — азербайджанский судья и тренер по борьбе, мастер спорта по греко-римской борьбе, Заслуженный тренер Азербайджанской Республики, арбитр международного уровня, кавалер ордена «Слава» и медали «Прогресс», обладатель «Золотого свистка» Олимпийских игр 2012 года в Лондоне.

## Биография
Хиджран Шарифов родился 1 августа 1965 года в посёлке Амирджаны города Баку. У Хиджрана пятеро братьев и четыре сестры. Сначала он учился в восьмилетней школе № 97, после чего продолжил образование в школе № 114. После окончания школы поступил в Азербайджанский институт нефти и химии им. М. Азизбекова, который окончил в 1992 году.
С октября 1984 года по декабрь 1986 года Шарифов проходил военную службу в Ленинграде. Был водителем военной техники и бронетранспортёра, научился также водить танк. До ухода в армию же он занимался греко-римской борьбой, участвовал в молодёжных турнирах.
с 1987 по 1993 год Хиджран Шарифов работал электриком в Сураханском машиностроительном заводе. С 1993 года является сотрудником Министерства внутренних дел Азербайджана. С 1994 года по август 2000 года работал младшим инспектором по отделу осмотра в Управлении полиции на воздушном транспорте Министерства внутренних дел. В 1997 году Шарифову было присвоено звание мастера спорта по греко-римской борьбе, а в 2000 году — звание лейтенанта полиции, после чего он стал работать начальником Спортивного оздоровительного комплекса в Полицейской академии МВД.
С 1999 года Шарифов является тренером-учителем в Общественном объединении «Спортивный клуб Нефтчи». В 2000 году он поступил в Полицейскую академию МВД, которую окончил в 2005 году (юридический факультет). В настоящее время имеет звание полковника-лейтенанта полиции.
Подопечный Шарифова Ровшан Байрамов становился чемпионом мира и дважды призёром Олимпийских игр (в 2008 и 2012 гг.), Эльман Мухтаров выигрывал юношеские Олимпийские игры и становился призёров Европейких игр 2015 года, а Эльнур Гасанов становился чемпионом мира среди юниоров.
В 2008 году за высокие достижения на XXIX летних Олимпийских играх в Пекине, а также за заслуги в развитии азербайджанского спорта Хиджран Шарифов был награждён медалью «Прогресс», а в 2012 году за высокие достижения на ХХХ летних Олимпийских играх в Лондоне, а также за заслуги в развитии азербайджанского спорта — орденом «Славы». В 2015 году за заслуги в развитии азербайджанского спорта Шарифов был награждён «Почётным дипломом президента Азербайджанской Республики». В 2017 году стал спортивным судьёй года Ассоциации спортивных журналистов Азербайджана.

## Судейство
Хиджран Шарифов судил встречи на трёх Олимпийских играх, более чем 30 чемпионатах мира и 40 чемпионатах Европы (по данным на октябрь 2016).
На Олимпийских играх 2012 года в Лондоне Хиджран Шарифов международной федерацией борьбы был выбран одним из трёх лучших арбитров Олимпиады и удостоен «Золотого свистка».
В 2016 году Шарифов судил встречи на Олимпийских играх в Рио-де-Жанейро. В их числе есть и скандально известный поединок между Мандахнараном Ганзоригом из Монголии и Ихтиёром Новрузовым из Узбекистана за бронзовую медаль. Ведя со счётом 7:6, Ганзориг на последних секундах встречи стал праздновать победу и уклоняться от борьбы, за что Шарифов присудил Новрузову одно очко и победа досталась узбекскому спортсмену. В знак протеста против судейства тренеры монгольского борца вышли на ковёр и стали раздеваться, а после просмотра повтора победа Новрузова была подтверждена.
В сентябре 2016 года американский сайт Flowrestling.org опубликовал статью, в которой обвинил главного судью Объединенной организации борьбы Антонио Сильвестри в помощи борцам Азербайджана, России и Узбекистана на Олимпиаде-2016 выйти в финал с помощью арбитров из этих стран. Хиджрана Шарифова, в частности обвинили в том, что в половине схваток, которые он судил, принимали участие борцы из России и Узбекистана, а также в том, что он судил 14 % всех встреч российских спортсменов. Шарифов категорически отверг все обвинения, заявив, что Сильвестри назначал судей на соревнования, руководствуясь только их опытом работы. Президент же Федерации спортивной борьбы России Михаил Мамиашвили, назвав обвинения «грязными действами журналистов», заявил, что заключения в борьбе, как и в любом другом виде спорта, «должны давать независимые профессионалы, которые понимают нюансы и детали», а журналисты — не специалисты.

## Семья
У Шарифова 5 детей — 4 дочери (Айсель, Айгюн, Рагима и Гюнель) и сын. Двое из его дочерей получают высшее образование, одна замужем, младшая дочь учится в школе. Сын является самым младшим.